# Rochdale A.F.C.
Rochdale Association Football Club er en professionel fodboldklub baseret i byen Rochdale, Greater Manchester, England. Klubben konkurrerer i øjeblikket i National League, det femtehøjeste niveau i det engelske fodboldligasystem. Klubben har kælenavnet "Dale", og blev grundlagt i 1907. Den flyttede til sit nuværende stadion, Spotland Stadium, i 1920 og blev inkluderet i Football League i 1921. Siden da har klubben været i den tredje- og fjerdebedste række i engelsk fodbold.
Rochdale største præstation var at nå til League Cup-finalen i 1961-62, hvor de tabte til Norwich City. Klubben tiltrækker en lille, men loyal fanbase, med en hardcore følgeskare på omkring 3.000 hjemmebanefans i gennemsnit pr. kamp.

## Historie
Rochdale spillede 36 på hinanden følgende sæsoner i Football Leagues nederste række fra 1974 til 2010 - det længste et hold har været i bunden af Football League, hvorfor nogle endda kalder det "Rochdale Division". Klubben har den laveste gennemsnitlige placering for alle klubberne, der kontinuerligt har været i Football League siden udvidelsen til fire divisioner i 1921-22 (76.) og siden udvidelsen til 92 klubber i 1950-51 (79.). Derudover har klubben ære af at have spillet fleste sæsoner i den engelske Football League uden at nå de to øverste niveauer (91 sæsoner fra 2018-19) eller rykke ned i National League.
Klubben nåede League Cup-finalen i 1962. Dette var første gang en klub fra den lavest division havde nået finalen i en stor turnering - de tabte dog til Norwich City.
I løbet af sin historie har klubben haft tre oprykninger og tre nedrykninger, med oprykning i 1969 og 2010 og 2014 og nedrykning i 1959, 1974 og 2012. Nedrykningen i 1959 efterfulgte omstruktureringen i 1958, hvor de to tredje divisioner blev lavet om til tredje division og fjerde division. I omstruktureringen formåede Rochdale at sikre en plads i den tredje division, men rykkede ned i slutningen af sæsonen til den nu laveste fjerde division.

## Spillere
Oversigten er opdateret til og med 8. maj 2019
| Nr. | Land       | Position | Spiller         |
| --- | ---------- | -------- | --------------- |
| -   | England    | MM       | Josh Lillis     |
| -   | Nordirland | FO       | Ryan McLaughlin |
| -   | Sydafrika  | FO       | Kgosi Ntlhe     |
| -   | Skotland   | FO       | Jimmy McNulty   |
| -   | Irland     | FO       | Ryan Delaney    |
| -   | Nordirland | MI       | Stephen Dooley  |
| -   | England    | AN       | Calvin Andrew   |
| -   | Nordirland | MI       | Callum Camps    |
| -   | England    | MI       | Jordan Williams |
| -   | Irland     | MI       | Jimmy Keohane   |

| Nr. | Land    | Position | Spiller         |
| --- | ------- | -------- | --------------- |
| -   | England | MI       | Oliver Rathbone |
| -   | England | MI       | Matt Done       |
| -   | England | AN       | Aaron Wilbraham |
| -   | England | MI       | Daniel Adshead  |
| -   | England | MI       | Aaron Morley    |
| -   | England | MM       | Brad Wade       |
| -   | England | AN       | Ian Henderson   |
| -   | England | FO       | Luke Matheson   |